# El Mirador, Tezonapa
El Mirador är en ort i Mexiko.   Den ligger i kommunen Tezonapa och delstaten Veracruz, i den sydöstra delen av landet, 280 km öster om huvudstaden Mexico City. El Mirador ligger 102 meter över havet och antalet invånare är 310.
Terrängen runt El Mirador är varierad. Runt El Mirador är det ganska tätbefolkat, med 179 invånare per kvadratkilometer. Närmaste större samhälle är San Martín Mazateopan, 11,7 km nordväst om El Mirador. Omgivningarna runt El Mirador är en mosaik av jordbruksmark och naturlig växtlighet.